# Lee Burswold
Lee B. Burswold (* 16. November 1933 in Chicago; †  21. Februar 2017) war ein US-amerikanischer Komponist, Pianist und Musikpädagoge.
Burswold studierte Komposition an der Northwestern University und der Eastman School of Music der University of Rochester. Seine Lehrer waren Vittorio Rieti, Anthony Donato, Bernard Rogers und Howard Hanson. Er unterrichtete an der North Park School of Music. Neben zwei Büchern über Jazz veröffentlichte er zahlreiche kirchenmusikalische Werke sowie Musik für Bläser und Streicher. Als Pianist war er auf dem Gebiet der Unterhaltungsmusik, des Jazz und Ragtime aktiv.